# Momma Don't Allow
Momma Don't Allow (t.l. Mamma non vuole) è un cortometraggio documentario del 1955 scritto e diretto da Karel Reisz e Tony Richardson, che mostra un sabato sera qualsiasi in un jazz club di Londra, mettendo in scena l'emergente "cultura giovanile" degli anni cinquanta.
Prodotto grazie al supporto dell'Experimental Film Fund del British Film Institute, fu proiettato dal 5 all'8 febbraio 1956 al National Film Theatre insieme al cortometraggio O Dreamland di Lindsay Anderson ed al mediometraggio Together di Lorenza Mazzetti, il programma speciale che segnò l'inizio del movimento cinematografico britannico del Free Cinema.

## Trama
Un sabato sera all'Art and Viv Sanders' Wood Green Jazz Club, in un quartiere popolare di Londra.
Mentre uno dopo l'altro arrivano i musicisti della Chris Barber Jazz Band, estraggono i loro strumenti e cominciano a provare, alcuni giovani della working class - una donna delle pulizie, un macellaio, un'assistente di uno studio dentistico - concludono il lavoro e raggiungono a loro volta il locale per trascorrervi un'agognata serata di svago dopo la faticosa settimana lavorativa.
La band accende l'atmosfera con pezzi musicali veloci, che scatenano irresistibilmente il ballo sfrenato dei ragazzi, a cui sono alternate poi anche delle ballate lente, cantate da una calda voce femminile, che favoriscono l'intimità fra le coppie.
Il clima di festoso divertimento è marginalmente disturbato solo dall'arrivo di un gruppo di esponenti della classe alto-borghese, dai costosi vestiti, arrivati al jazz club in Rolls Royce, che appaiono del tutto fuori posto e abbandonano presto quell'ambiente a cui non appartengono.
I ragazzi, sulla pista da ballo, sono esausti ma felici.

## Produzione
Reisz e Richardson sottoposero il progetto del film, intitolato semplicemente Jazz, al BFI Experimental Film Fund nel marzo 1954.
Il film fu girato, in 16mm, durante l'inverno 1954-1955, con una spesa totale di 425 sterline, e fu completato nel novembre 1955.
Fu proiettato una prima volta il 25 gennaio 1956, prima della "serata evento" del 5 febbraio, all'interno di un programma di opere finanziate dal BFI, all'attenzione della stampa e di rappresentanti dell'industria.